# روبرت ستاك
روبرت ستاك (بالإنجليزية: Robert Stack)‏ هو ممثل تعبيري وممثل أمريكي، ولد في 13 يناير 1919 بلوس أنجلوس في الولايات المتحدة، وتوفي في 14 مايو 2003 ببيفرلي هيلز في الولايات المتحدة بسبب نوبة قلبية.

## أعمال

### أفلام
- (1954) السامي والقوي
- (1956) مكتوب على الريح
- (1980) الطائرة![8][9][10]

- أكون أو لا أكون، 1942م.

### مسلسلات
- جاغ

## ترشيحات
- جائزة الأوسكار لأفضل ممثل مساعد، عن عمل: مكتوب على الريح (1956)

## وصلات خارجية
- روبرت ستاك على موقع IMDb (الإنجليزية)
- روبرت ستاك على موقع ألو سيني (الفرنسية)
- روبرت ستاك على موقع تيرنر كلاسيك موفيز (الإنجليزية)
- روبرت ستاك على موقع أول موفي (الإنجليزية)
- روبرت ستاك على موقع قاعدة بيانات برودواي على الإنترنت (الإنجليزية)
- روبرت ستاك على موقع قاعدة بيانات الأفلام السويدية (السويدية)
- روبرت ستاك على موقع إن إن دي بي (الإنجليزية)
- روبرت ستاك على موقع ديسكوغز (الإنجليزية)
- روبرت ستاك على موقع قاعدة بيانات الفيلم (الإنجليزية)
- روبرت ستاك على موقع كينوبويسك (الروسية)